# Tarenna bipindensis
Espèce
Classification APG II (2003)
Synonymes
- Chomelia bipindensis K.Schum.[1]
- Ixora bipindensis (K.Schum.) K.Schum. ex Hutch. & Dalziel[1]
- Tarenna adamii Schnell[1]
- Tarenna mangenotii Schnell[1]

Tarenna bipindensis est une espèce de plantes grimpantes de la famille des Rubiaceae.

## Habitat
Répandue au Cameroun (à Bipindi)  et dans les pays entre la Guinée et le Gabon. 